# Лускар синій
Лускар синій (Cyanoloxia glaucocaerulea) — вид горобцеподібних птахів родини кардиналових (Cardinalidae).

## Поширення
Вид поширений на північному сході Аргентини, сході Парагваю, півдні Бразилії та в Уругваї. Мешкає на узліссях субтропічних лісів, мезофільних лісів і лісів араукарії. Пересувається на малій висоті, в перехідній зоні між лісом і чагарниками або в останніх, завжди в місцях щільного покриття. Іноді трапляється в парках і садах.

## Опис
Довжина птаха від 14,5 до 16 см. Оперення самця яскраво-блакитне з основними частинами крил і хвоста темно-блакитного кольору. Короткий і товстий чорнуватий дзьоб з білястою основою щелепи. Оперення самки буро-коричневе.

## Спосіб життя
Живиться насінням. Будує чашоподібне гніздо з трав, низько на деревах або кущах, заховане в густому листі. Самиця відкладає два-три білуваті яйця з червонуватими плямами.